# کمد (فیلم ۲۰۰۱)
کمد (فرانسوی: Le placard‎) فیلمی به کارگردانی فرانسیس وبر است که در سال ۲۰۰۱ منتشر شد. از بازیگران آن می‌توان به دانیل اوتوی، ژرار دوپاردیو و ژان روشفور اشاره کرد.